# 郭修彧
郭修彧（1990年3月1日—），暱稱SHIO，是一位出生於馬來西亞的創作歌手。其從小學鋼琴，於16歲接觸吉他，她大學主修小提琴、副修鼓，因演繹朋友創作參加比賽得到冠軍及最佳演唱人獎，因緣際會被戴佩妮發掘，結下師徒情緣。

## 簡歷
郭修彧擁有絕對音感。5歲進入新加坡南洋藝術學院（Nanyang Academy of Fine Arts）天才兒童鋼琴班，8歲考獲英國皇家音樂學院（ABRSM）鋼琴第8級特優，10歲考獲英國三一音樂學院鋼琴演奏文憑（Trinity/Solo Piano Diploma），11歲開始學小提琴，13歲考獲英國皇家音樂學院小提琴第8級特優。16歲開始自學吉他、創作。
2013年，馬來西亞8TV 八度空間《非常好歌》物色適合演繹《Mission Incomplete》的演唱人，郭修彧因任職節目製作組的朋友推薦而被錄取，然後應用她的漢語拼音“才藝”演繹了這首歌，并獲得了最佳演唱人獎。
2015年 UCSI大學現代樂（一等榮譽學士）畢業（主修：小提琴；副修：鼓）。機緣巧合的為金曲歌后及創作才女戴佩妮于娛協獎現場的“一分鐘聆聽”之後，“聊三天就閃簽”了她。

## 家庭
大哥郭修鍇（Quek Shio Gai）是高功能自閉症患者。在一個沒有特殊教育提供的環境下，被迫在常規學校的教育體制下極其困難的完成了小學、中學、以及大學課程，最終在馬來亞大學完成了純數學博士學位，現任職思特雅大學數學講師。
二哥郭修篆（Quek Shio Chuan）拉曼大學大眾傳播系畢業。為馬來西亞著名的商業廣告影片導演。曾经参与2011年BMW Shorties微电影比赛，当时的主题是“快乐”，因此他就以他哥哥的真实故事拍摄了微电影《光》，后荣获冠军。在拍摄完毕后，心想这部微电影是否可以再次攀上高峰，以电影的方式呈献，最终在2015年拍攝《光》晉身電影導演。拍摄完毕后，一直拖延到2018年才上映。目前MM2娱乐全面投资他的个人导演电影《光》。

## 音樂作品
- 2008年《Contaminated》寰宇電視Astro NCA（Nextgen contentpreneur Award）比賽 最佳MV 最佳詞曲創作/編曲 （鋼琴、小提琴演奏/演唱）
- 2009年《Tidal Tales》、《Witty Wings》寰宇電視Astro NCA（Nextgen contentpreneur Award）比赛 最佳記錄片 音樂編寫/演奏
- 2010年《The Call Of Freedom》寰宇電視Astro NCA（Nextgen contentpreneur Award）比赛 最佳短片 音樂編寫/演奏
- 2012年 《Guang 光》BMW Shorties Award 比赛 最佳短片 音樂《Wacko's Walts》編寫/钢琴演奏
- 2013年《Mission Incomplete》8TV 八度空間《非常好歌》冠軍曲（小提琴演奏）/ 最佳演唱人獎
- 2014年《聆聽》8TV 八度空間《環島8》主題曲 作曲/詞（英文版）/演唱
- 2014年《太陽花》微電影同名主題曲 作曲/小提琴/鋼琴/演唱
- 2015年《假面》單曲 作曲/演唱
- 2016年 戴佩妮小巨蛋演唱會《贼》擔任演唱嘉賓/小提琴伴奏
- 2016年《抽象圖》專輯
- 2017年 台北華山Legacy舉辦《抽象圖》個人演唱會
- 2017年 戴佩妮北京演唱會《贼》擔任演唱嘉賓/小提琴伴奏
- 2017年 戴佩妮上海演唱會《贼》擔任演唱嘉賓/小提琴伴奏
- 2017年 戴佩妮廣州演唱會《贼》擔任演唱嘉賓/小提琴伴奏
- 2017年 入圍第28屆台灣金曲獎最佳新人
- 2017年 新加坡「Freshmusic Awards」最佳新人獎
- 2018年 第17屆[全球華語歌曲排行榜] 最受歡迎新人獎
- 2019年 發行第二張專輯《盲點》
- 2019年 電影【夕霧花園】主題曲 作曲/词/演唱
- 2020年 AIM 中文音乐颁奖典礼最佳新人：（金）郭修彧《抽象图》
- 2020年 AIM 中文音乐颁奖典礼最佳电视/电影主题曲：《抽象图》（电影《光》）

## 外部連結
- SHIO 郭修彧的Facebook專頁
- 郭修彧的Instagram帳戶
- 郭修彧的新浪微博